# Sewerobaikalsk
Sewerobaikalsk (russisch Северобайкальск, burjatisch Хойто-Байгал/Choito-Baigal) ist mit 24.929 Einwohnern (Stand 14. Oktober 2010) die zweitgrößte Stadt der Republik Burjatien (Russland).

## Geographie
Die Stadt liegt in Ostsibirien, am nordwestlichen Ufer des Baikalsees an der Mündung des Flusses Tyja (Тыя). Sie ist 430 Kilometer (Luftlinie) in nordnordöstlicher Richtung von der Republikhauptstadt Ulan-Ude entfernt.
Sewerobaikalsk ist vom Territorium des Rajons Sewero-Baikalski („Nord-Baikal“; dies ist auch die Herkunft des Stadtnamens) umschlossen, gehört aber selbst nicht zum Rajon, sondern ist der Republikverwaltung direkt unterstellt.

## Geschichte

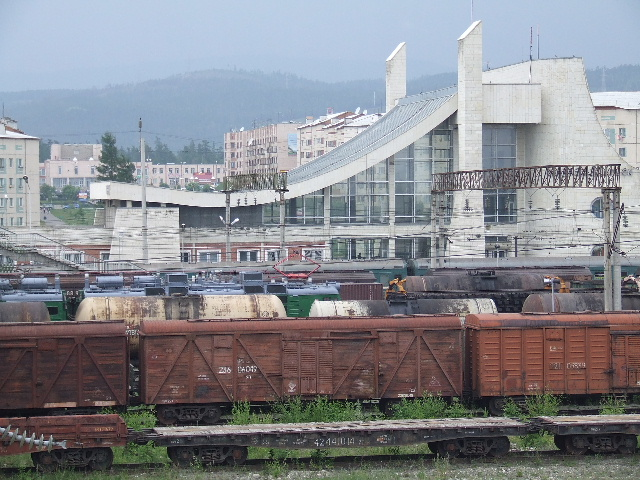
Bahnhof von Sewerobaikalsk

Sewerobaikalsk entstand 1974 im Zusammenhang mit dem Bau der Baikal-Amur-Magistrale (BAM) als wichtigstes logistisches Zentrum für den Bau des westlichen bis mittleren Teils der Eisenbahnstrecke. Für den Bahnhof und die bei ihm zu errichtende Stadt wurde wie für die meisten anderen Stationen von einer Region der damaligen Sowjetunion eine Patenschaft übernommen; in diesem Fall von der Oblast Leningrad.
Die Siedlung, zunächst unter dem Namen Nowogodny (von russisch Nowy god für Neujahr), lief noch in den 1970er-Jahren dem benachbarten, 25 Kilometer nordöstlich ungünstiger für eine weitere Ortsentwicklung gelegenen Nischneangarsk den Rang ab und erhielt 1980 das Stadtrecht. Nischneangarsk blieb jedoch Rajonverwaltungszentrum.
1981 wurde der reguläre Bahnbetrieb von Westen her bis Sewerobaikalsk und Nischneangarsk aufgenommen; auf der weiteren Strecke nach Osten in Richtung Tynda erst 1989. Nach Fertigstellung der Bahnstrecke sank die Bevölkerungszahl der Stadt, aber dank der günstigen Lage am Baikalsee weniger stark als in anderen Orten entlang der Strecke.

### Bevölkerungsentwicklung
| Jahr | Einwohner |
| ---- | --------- |
| 1979 | 12.882    |
| 1989 | 28.336    |
| 2002 | 25.434    |
| 2010 | 24.929    |

Anmerkung: Volkszählungsdaten

## Kultur und Sehenswürdigkeiten
Sewerobaikalsk ist Ausgangspunkt für den Besuch der Naturschönheiten des nördlichen Teils des UNESCO-Welterbegebietes Baikalsee – neben dem See auch des nordwestlich anschließenden Baikalgebirges oder der Thermalquellen am Nordostufer. Seit der Fertigstellung des Frolikha Adventure Coastline Tracks ist der Ort auch Ausgangspunkt für diesen mit 100 km längsten fertiggestellten Abschnitt des Great Baikal Trail.
In der Stadt gibt es ein Museum zur Geschichte der Baikal-Amur-Magistrale und eine Gemäldegalerie.

## Wirtschaft und Infrastruktur

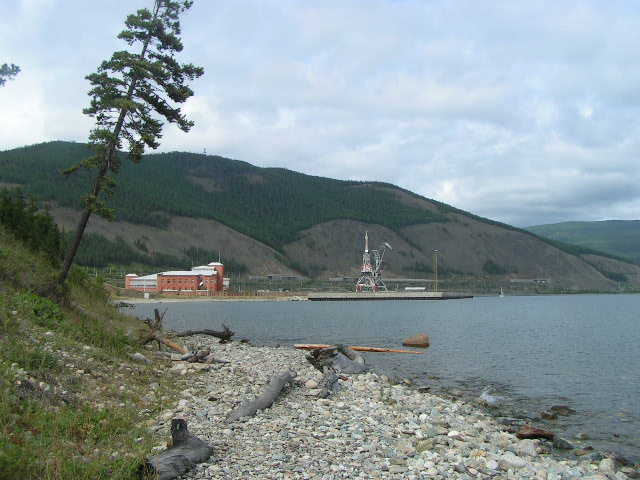
Hafen von Sewerobaikalsk

Hauptsächliche Wirtschaftszweige sind Holzwirtschaft, Fischerei und Fischverarbeitung und Transport.
Sewerobaikalsk ist eine bedeutende Station an der Baikal-Amur-Magistrale (Streckenkilometer 1065 ab Taischet; Stationsname war bis in die 1980er Jahre Nischneangarsk II). Hier hat eine Unterabteilung der Ostsibirischen Eisenbahn ihrem Sitz, welche für den gesamten BAM-Westabschnitt und dessen Zweigstrecken verantwortlich ist.
Hier befindet sich der wichtigste Hafen im Nordteil des Baikalsees.